# Pont Jacques-Chaban-Delmas
Le pont Jacques-Chaban-Delmas, à Bordeaux, est un pont levant franchissant la Garonne entre le pont de pierre et le pont d'Aquitaine. Il se situe dans le prolongement de la rue Lucien-Faure et relie le quai de Bacalan au quai de Brazza, au nord de La Bastide, d'où son nom initial de pont Bacalan-Bastide. Le conseil municipal de la ville de Bordeaux a décidé le 22 octobre 2012 de le baptiser du nom de « Jacques Chaban-Delmas », l'ancien maire de Bordeaux.
Les travaux se sont déroulés d'octobre 2009 à fin décembre 2012. L'ouvrage a été mis en service et ouvert à la circulation le lundi 18 mars 2013, deux jours après son inauguration. L’exploitation et la maintenance de l’ouvrage sont sous la responsabilité de la société Eiffage.

## Conception

### Appel à projets
En 2003 est engagée une consultation pour un marché de conception-réalisation. Cinq projets vont concourir avec l'objectif identique de réaliser un pont urbain privilégiant les modes de cheminements doux. L'ouvrage, d'une hauteur identique au pont d'Aquitaine situé en aval, devait se lever en 12 minutes maximum.
Les projets Gaudin-Eiffage, Zublena-Bouygues, Spielmann-Razel et Berlottier-Dodin sont écartés.
Le 27 janvier 2006, la Communauté urbaine de bordeaux retient le projet du binôme Lavigne-GTM. Celui-ci s'est distingué par « l'originalité de ses passerelles piétonnes/cyclistes séparées, la profondeur des fondations, l'efficacité de la protection de ses piles et celle de son système de levage ».

### Architecture

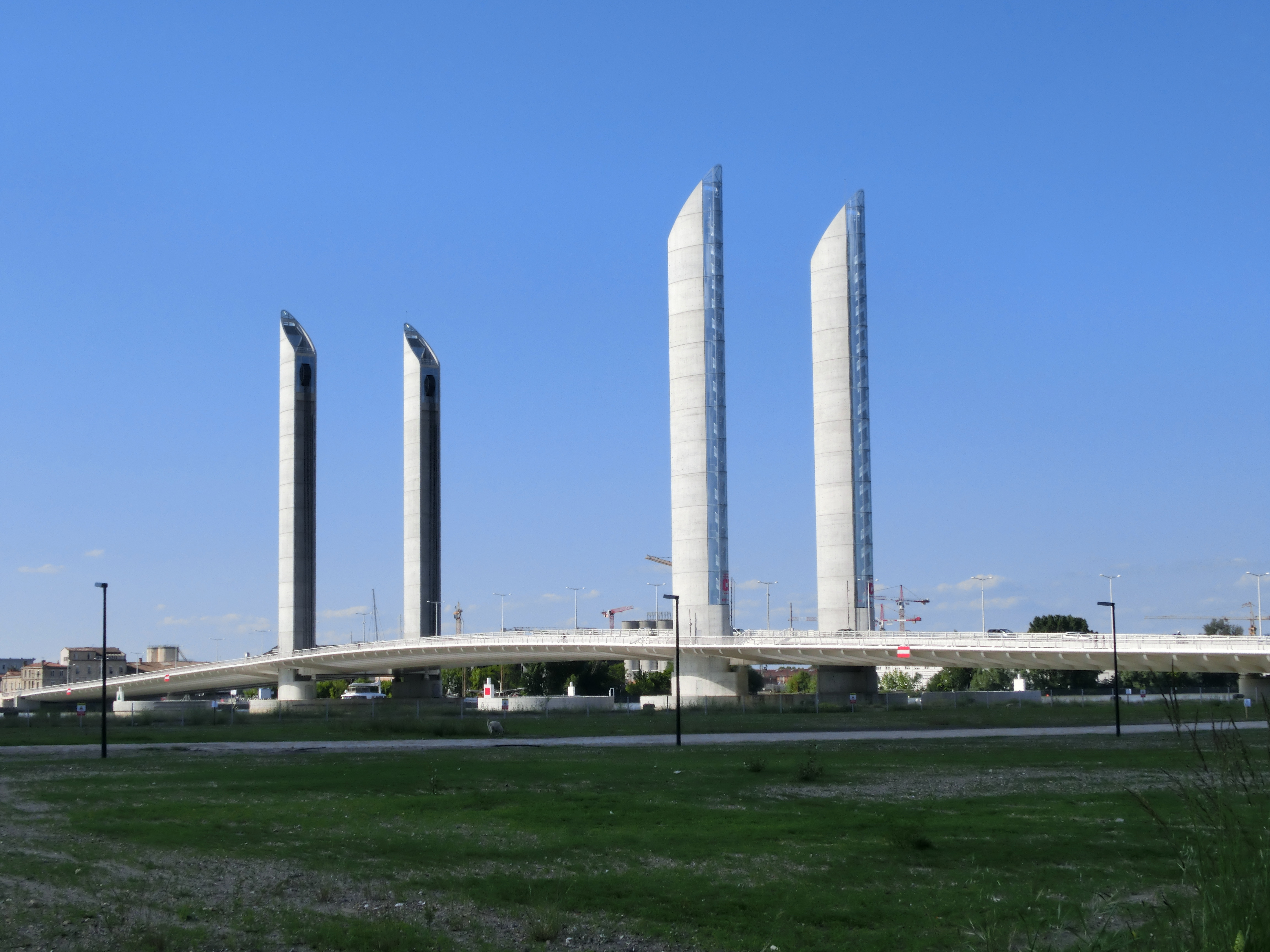
Le pont Jacques-Chaban-Delmas, la travée centrale abaissée.

Le cabinet d'architecture du pont est la SARL Architecture et Ouvrages d'art composée de Charles Lavigne (architecte du pont de Normandie et décédé en juin 2005), son fils Thomas Lavigne et Christophe Cheron,
La conception de l'ouvrage et la maîtrise d'œuvre au sein du groupement de conception-réalisation mené par l'entreprise GTM sont réalisées par Egis JMI, Les architectes Charles Lavigne, Thomas Lavigne et Cecilia Amor, Hardesty & Hannover et l'ingénieur concepteur Michel Virlogeux diplômé de l'École polytechnique et de l'École nationale des ponts et chaussées.
Michel Virlogeux, l'ingénieur structure de l'ouvrage, a élaboré le projet au départ avec Charles Lavigne : « Ce que je voulais (c'est) que les tours apparaissent comme secondaires. Voilà pourquoi les trottoirs sont à l'extérieur des tours, de loin on ne voit qu'une seule ligne, celle du tablier ».

### Description chiffrée

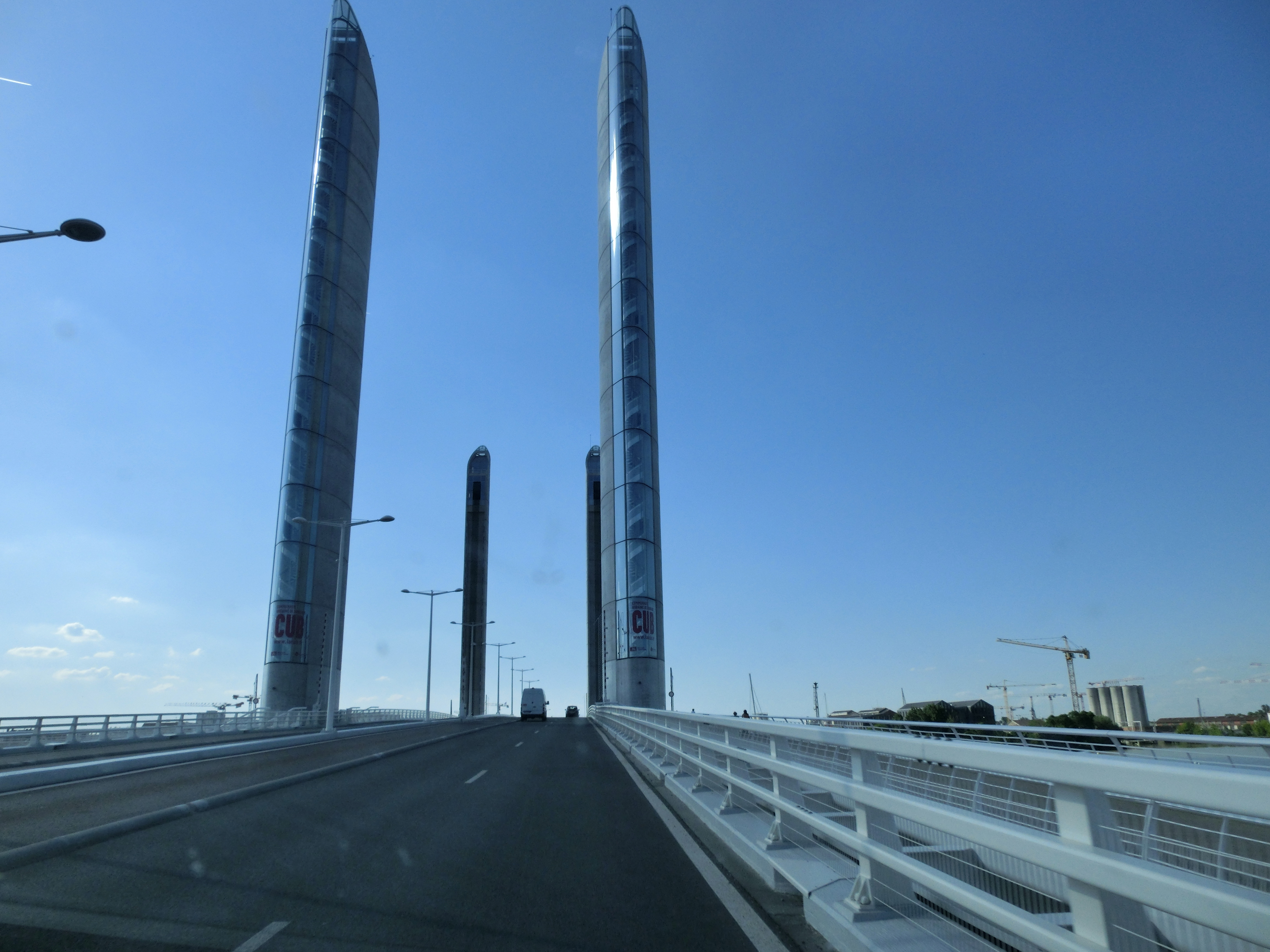
Traversée du pont.

Le pont présente une longueur totale de 575 mètres avec 433 mètres de pont principal et 117 mètres de travée levante permettant de préserver les trafics maritimes, fluviaux et événementiels.
Les pylônes en acier du pont, protégés d'éventuels chocs par des îlots de béton en amont et en aval, présentent une hauteur de 77 mètres. Ils permettront un tirant d'air similaire à celui du pont d'Aquitaine en position haute, soit 55 mètres au-dessus du lit de la Garonne, et à celui du pont de Pierre en position basse, soit 13 mètres. La distance entre les pylônes est de 110 mètres.
La largeur du pont varie de 32 à 45 mètres suivant les différentes sections. La largeur utile est de 27 mètres avec 15 mètres utilisés par le transport en commun en site propre, les piétons et les deux-roues et 12 mètres pour les véhicules légers et les poids lourds. Les pistes cyclables et piétonnes sont séparées de la circulation des véhicules à moteur. Ainsi cette circulation douce s'effectue à l'extérieur des pylônes du pont.
Le pont est configuré pour 43 000 véhicule par jour au maximum. En service, il est prévu que le pont se lève environ soixante fois par an, immobilisant la circulation pendant une heure environ.

## Déroulement des travaux
Le 8 octobre 2009, Vincent Feltesse, président de la communauté urbaine de Bordeaux, maître d'ouvrage de l'opération, signe l'ordre de service concernant le démarrage des travaux. Ainsi le groupement d'entreprises Grands travaux de Marseille (GTM), Dodin Campenon-Bernard et Cimolai SpA engagent les travaux à la suite en commençant l'installation de la base de vie du chantier. Le Centre scientifique et technique du bâtiment (CSTB) s'est occupé de réaliser le dimensionnement au vent en amont.
Le 16 octobre Alain Juppé, maire de Bordeaux, et Vincent Feltesse effectuent une visite du chantier. La première pierre de l'ouvrage est posée le 9 décembre 2009. Les travaux commencent sur les deux rives du fleuve, le pont reliant le quartier de Bacalan (aujourd'hui Bordeaux maritime) sur la rive gauche et le quartier de la Bastide rive droite, d'où le nom de « pont Bacalan-Bastide » ou son diminutif « pont Baba » adopté pendant le chantier de construction. Les deux bases du pont, qui doivent supporter les pylônes du tablier levant, sont implantées au fond du fleuve sur un tapis de pierre en juin 2010. Ces bases sont des massifs en béton de 44 mètres de long sur 18 mètres de large et 16 mètres de hauteur, fabriqués sur les quais à Bassens puis transportés par flottaison au droit des futurs pylônes, immergés et fixés par des pieux de 25 mètres de profondeur.
Les quatre pylônes portant le tablier levant sont eux aussi fabriqués sur site, par coffrage autogrimpant avec des sections de 4,5 mètres. Ceux de la rive droite sont érigés à partir de mai 2011.
Le tablier en acier, composé de deux travées fixes et d'une travée mobile de 117 mètres de long, est réalisé par la société italienne Cimolai SpA, basée à Pordenone, en Italie à l'est de Venise. L'acheminement des éléments de cette travée s'effectue par voie maritime, via la mer Adriatique, la mer Méditerranée, le détroit de Gibraltar, l'océan Atlantique, le golfe de Gascogne et l'estuaire de la Gironde.
Large de 38 mètres, haute de 5 mètres et composée de deux tronçons représentant une longueur totale de 163 mètres et un poids total de 2 100 tonnes, la première travée fixe est installée en rive droite en août 2011. En février 2012, la travée rive gauche est posée. Ses dimensions sont de 40 mètres de large, 3 mètres de haut avec un poids de 1 105 tonnes.
L'ensemble des quatre pylônes est terminé en avril 2012. La travée centrale levante est posée le 23 octobre 2012.
L'arrimage des câbles de levage à la travée centrale est intervenu en novembre 2012. Des tests de fonctionnement ont été effectués début décembre. Il est prévu une livraison de l'ouvrage d'art fin 2012 pour une mise en service en mars 2013.
Le pont est exceptionnellement ouvert aux piétons le 1er janvier 2013 de 10 h 16, et illuminé le soir même. L'ouvrage est inauguré le 16 mars 2013 par le président de la République François Hollande et Alain Juppé, maire de Bordeaux. En soirée, lors des festivités, un spectacle pyrotechnique, élaboré par le Groupe F, est organisé sur le pont. Il est ouvert à la circulation deux jours plus tard.
Le coût du pont s'élève à 156,8 millions d'euros, couvert par la CUB (aujourd'hui Bordeaux Métropole) pour 105,27 millions d'euros, l'État à hauteur de 18,29 millions, le département pour 18 millions d'euros et la région pour 15,24 millions d'euros.

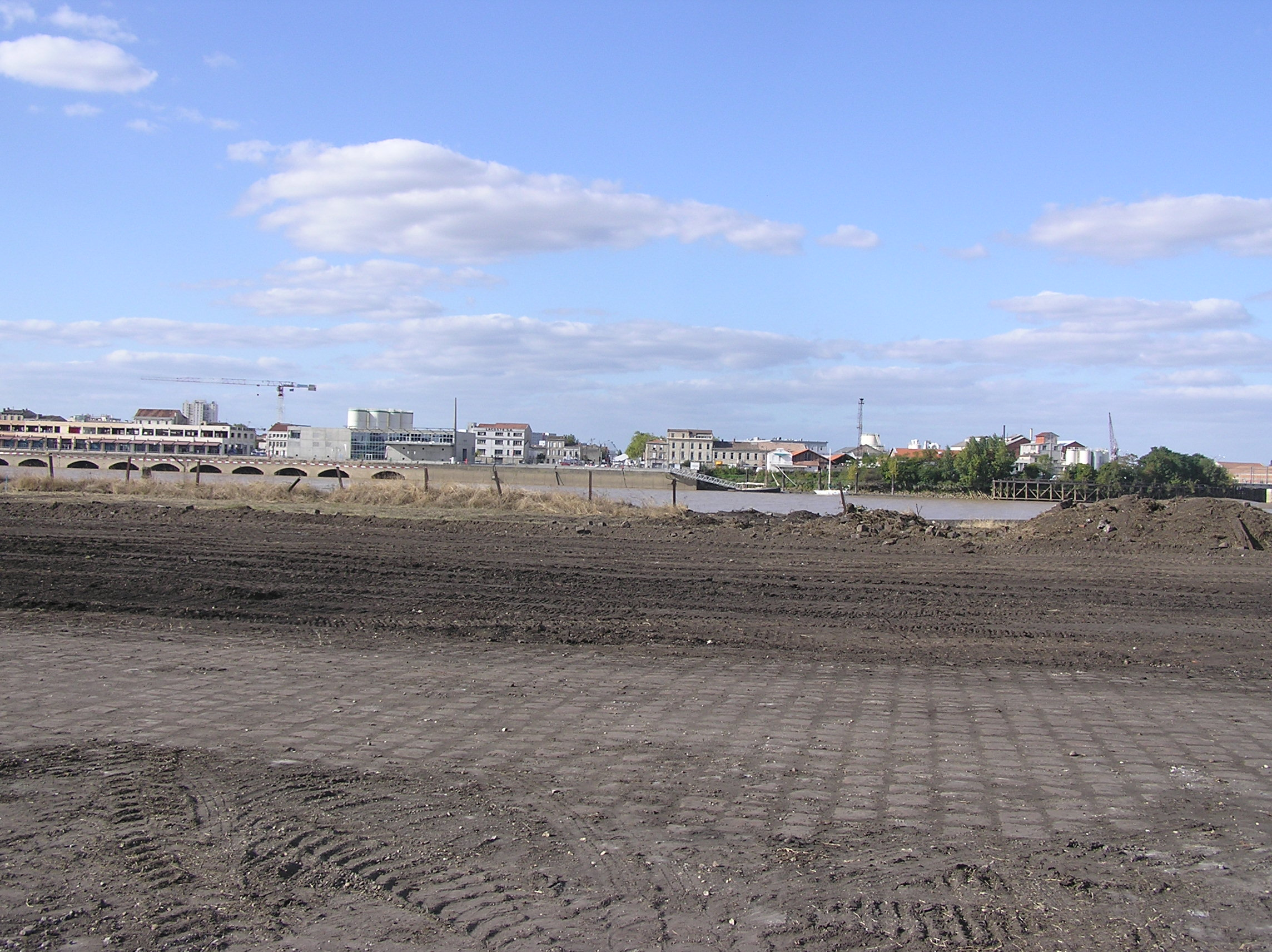
Site d'implantation (octobre 2009).
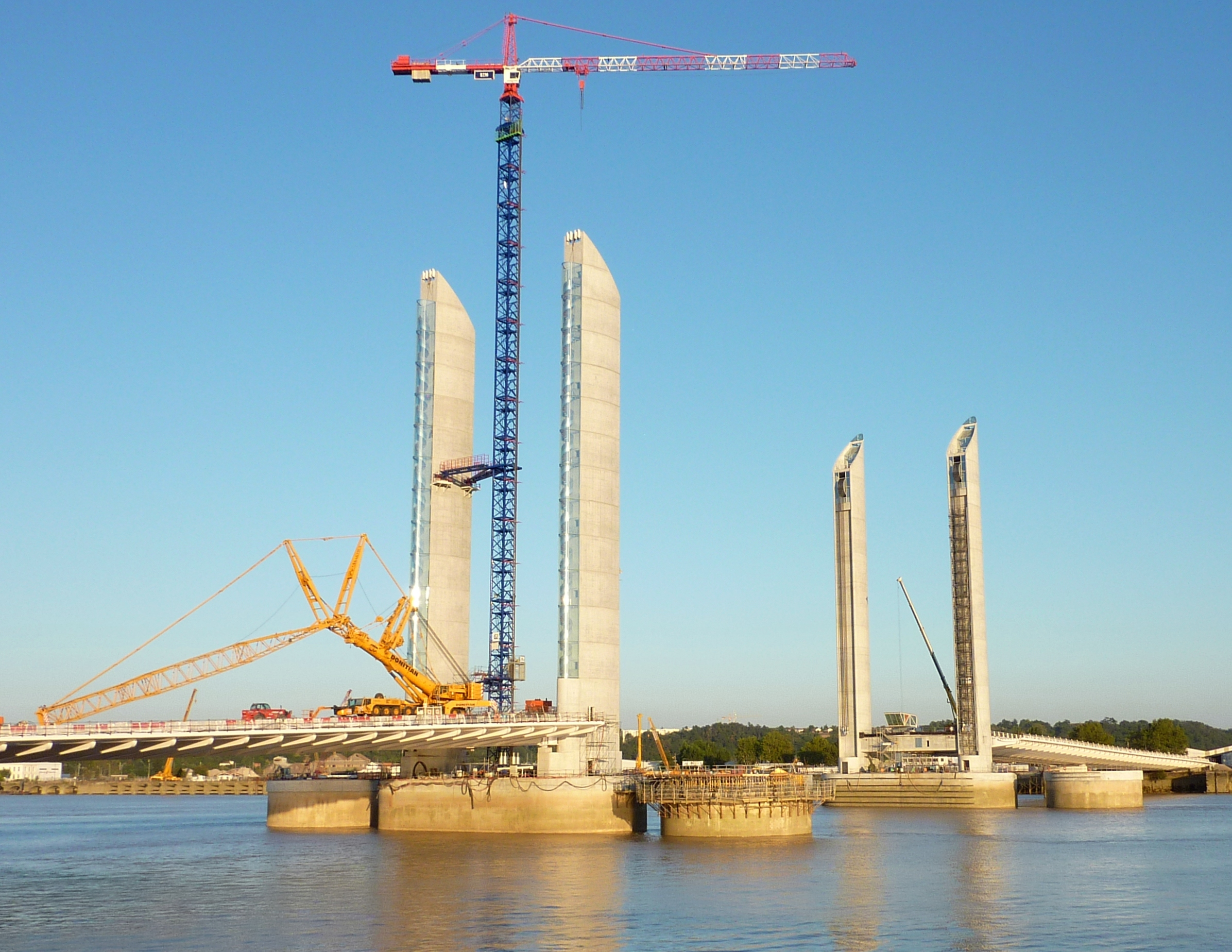
Travaux en septembre 2012.

## Éclairage

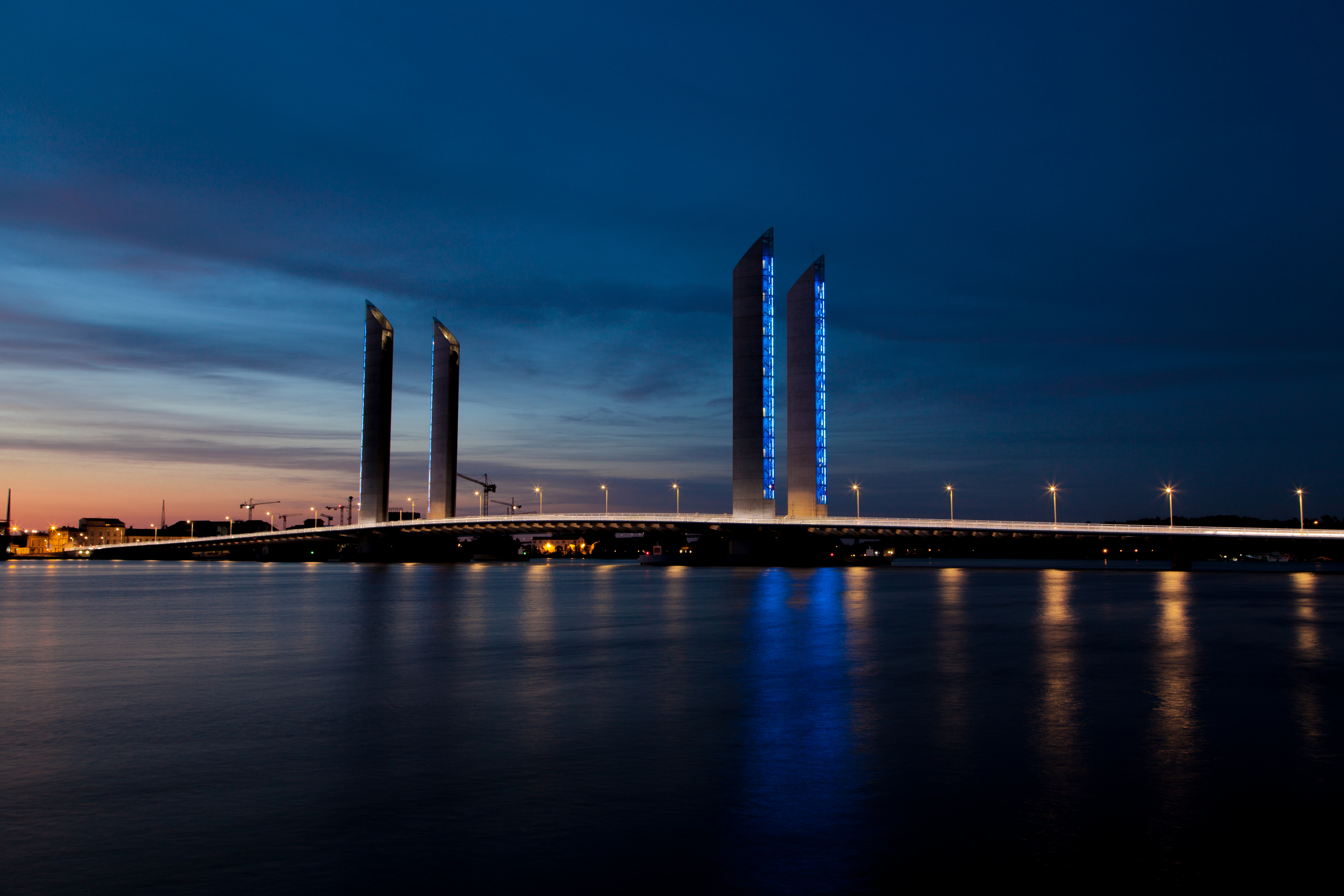
Pont Jacques-Chaban-Delmas éclairé de nuit.

Les lumières ne sont pas là pour éclairer, mais pour souligner les lignes de l’ouvrage. La lumière des pylônes est due à la présence de milliers de diodes électroluminescentes. Les pylônes changent de couleur en fonction de la marée. Lorsque la marée est haute, on voit du bleu outremer et quand elle est basse, du vert Véronèse. Les DEL scintillent pendant les fêtes. Yann Kersalé, le responsable de cet éclairage, de celui de l’opéra de Lyon et du cours Victor-Hugo a été interpellé par l’UNESCO pour s’occuper de l’éclairage du pont Jacques-Chaban-Delmas.

## Récompenses
En 2013, Egis-JMI qui a assuré l'ingénierie du projet, reçoit le Grand prix national de l'ingénierie dans la catégorie prix Construction et Aménagement.
En septembre 2014, à Rio de Janeiro, Egis-JMI, représenté par son directeur général Nicolas Jachiet, membre de la maîtrise d'œuvre du pont Jacques-Chaban-Delmas a reçu le prix Outstanding Projects 2014 attribué par la Fédération internationale des ingénieurs-conseils. Ce prix international récompense les projets d’ingénierie remarquables. EGIS-JMI partage sa première place avec d'autres concepteurs techniques de réalisations prestigieuses comme la desserte de l'aéroport de Brisbane (Australie), de la ligne 2 du métro de Xi'an (Chine), de la section souterraine du périphérique de Madrid, du barrage anti-tempête de La Nouvelle-Orléans, etc.

## Fréquentation

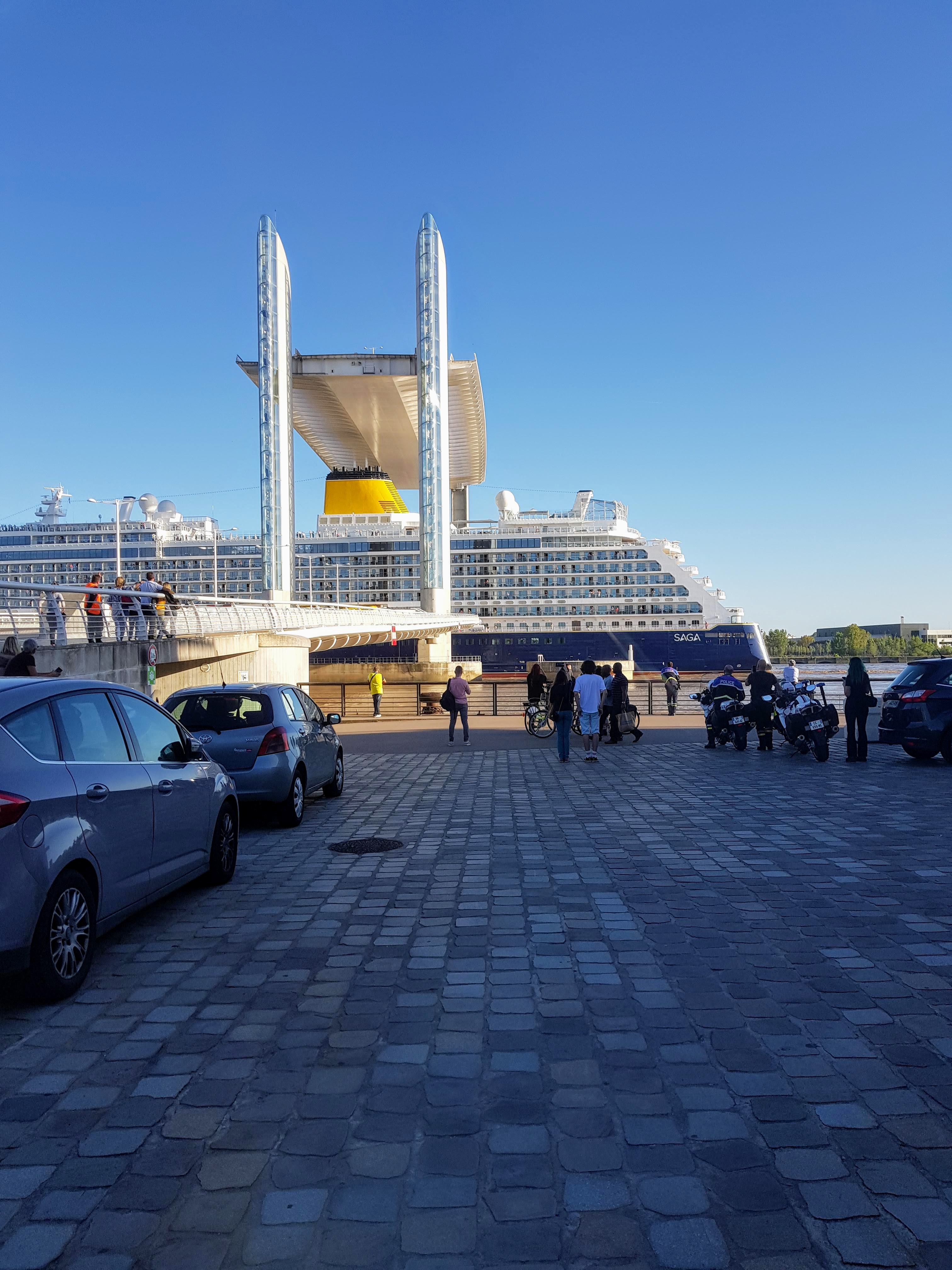
Passage d'un paquebot (2019).

Le pont a eu un impact positif sur le développement des transports de la ville de Bordeaux, autant par voie fluviale que par voie routière. En effet, en 2016, un peu plus de 25 000 véhicules l'empruntaient quotidiennement. Il permet également la circulation quotidienne de 1 500 cyclistes en moyenne.
Enfin, en 2015, 56 bateaux ont été comptabilisés comme étant passés sous l'ouvrage (contre 43 en 2014 et 39 en 2013). Cette augmentation de trafic fluvial a engendré 94 manœuvres (contre 74 en 2013 et 75 en 2014).
La construction de cette nouvelle voie terrestre a permis, en 2016, de diminuer de 28 % la circulation du pont de pierre.
En 2024, il est mentionné la traversée quotidienne du pont par 30 000 véhicules, 3 000 cyclistes, 2 000 piétons et 5 000 passagers de transports en commun. Le 28 septembre 2024 a lieu la 1000e levée du tablier pour le passage du paquebot Silver Spirit (en) vers l'océan, une parade nautique et un spectacle pyrotechnique ont marqué l’événement,,.